# Арморика
Арморика в древността е област в западна Европа, част от западна Галия. Областта включвала полуостров Бретан на запад и бреговете на Нормандия на север. Източните и южните граници на областта не са били точно определени, но се предполага, че са между реките Сена и Лоара и региона на Нант.
Името Арморика произлиза от галски език aremorica и означава „страната при морето“ (are – при и mori – море). Първоначално е означавало регионът покрай брега на Атлантическия океан, но е преминало от галски в латински език като име за цялата област (включително и вътрешността на страната). След като регионът бил завладян от Римската империя, римляните първо са имали контакт с населението от бреговете и приели името Арморика за цялата област.
В Античността областта е била населена от различни галски племена между които и венетите – известни с това, че дълго време успяват да удържат атаките на Юлий Цезар. По времето на Римската империя, Арморика влиза в границите на провинция Лугдунска Галия. През 5 век в западната част на областта се заселват келтски групи от остров Британия и дават името на полуостров Бретан. През 9 век в северната част на областта се заселват нормани, откъдето идва и името на областта – Нормандия.